# Эймс, Кеннет
Кеннет Эймс (Kenneth (Ken) M. Ames; 1945 — 21 апреля 2019) — американский антрополог и археолог, специалист по теории социальной эволюции, в особенности у охотников-собирателей, специализировался на чинуках.
Доктор философии (1976), эмерит-профессор кафедры антропологии Университета штата Орегон в Портленде, где трудился с 1984 года, завкафедрой в 2002—2011 гг. Признавался за «крестного отца» археологии Тихоокеанского Северо-Запада.
Родился в семье военного капеллана, почему их семья часто переезжала.
Окончил Университет Джорджа Вашингтона в Вашингтоне (бакалавр антропологии, 1967; занимался там с 1963 года). Степень магистра антропологии получил в Университете Нью-Мексико в 1969 году (занимался там с 1967 года, в частности у Л. Бинфорда), а степень доктора философии PhD — в Университете штата Вашингтон (занимался там в 1969—1976 гг.).
Большая часть его исследований проводилась на Северо-Западном побережье и на Межгорном плато, однако помимо этого его интересовала еще и японская археология.
Президент Society for American Archaeology (2005—2007).
Автор Peoples of the Northwest Coast: Their Archaeology and Prehistory {Рец.}.
Супруга Джейн.